# Charles W. Curtis
Charles W. Curtis (13 de outubro de 1926) é um matemático e historiador de matemática de nacionalidade norte-americana, conhecido por seu trabalho em teoria dos grupos finitos e teoria da representação. Ele é um professor aposentado de matemática na Universidade de Oregon.